# Assemblea Nacional de Bulgària
L' Assemblea Nacional (en búlgar: Народно събрание) és el parlament unicameral i el cos legislatiu de la República de Bulgària. La primera Assemblea Nacional es va establir el 1879 amb la Constitució de Tarnovo.
L'Assemblea Nacional està formada per 240 membres elegits per a un mandat de quatre anys, elegits per representació proporcional en circumscripcions de diversos escons. Els partits polítics han d'aconseguir un mínim del 4% dels vots nacionals per entrar a l'Assemblea.
L'Assemblea s'encarrega de la promulgació de lleis, l'aprovació del pressupost, la programació de les eleccions presidencials, la selecció i destitució del primer ministre i altres ministres, la declaració de guerra, la conclusió de la pau i el desplegament de tropes fora de Bulgària i la ratificació dels tractats i acords internacionals. Està dirigit i presidit pel president de l'Assemblea Nacional de Bulgària.

### Procediment
Per Constitució, l'Assemblea Nacional és inaugurada pel diputat electe més gran del Parlament, que presideix l'elecció del President i dos diputats més. Un cop elegits, els presidents conserven la seva lleialtat de partit, la qual cosa significa que es mantenen com a diputats i poden participar en debats i votacions.
Han d'estar presents 121 diputats perquè comenci qualsevol sessió i el 50% + 1 dels presents han de votar "a favor" de qualsevol punt d'ordre o projecte de llei per aprovar-se.
Els ministres poden ser escollits entre els diputats o poden ser experts fora del Parlament. Tots els diputats escollits per ser ministres del gabinet perden la seva condició de diputats, i altres membres del seu partit són cridats al Parlament per ocupar els escons que deixen vacants.
El Parlament es reuneix de dimecres a divendres i les sessions comencen a les 9 del matí. Les comissions parlamentàries s'asseuen a les tardes.